# Асеново (област Плевен)
 За другите български села с това име вижте Асеново (пояснение).  
Асеново е село в Централна Северна България. То е част от община Никопол, област Плевен.

## География
Асеново е разположено по протежение на малката река Меченска бара в долина с посока от север-североизток към юг-югозапад. Долината се снижава на север с лек наклон (3/1000) и е оградена от заоблени хълмове, високи до 134 м от източната и 107 м от западната ѝ страна, които я защитават от преобладаващите ветрове. Надморска височина на селото е 58 – 88 м, центърът е на 63 м. Селото заема площ от 1360 дка. През средата му минава второкласният републикански път ІІ – 34 Плевен – Никопол, който на 3 км северно се разклонява и за град Белене. Асеново е на 24 км. от Никопол и на 28 км. от Плевен. Землището граничи със землищата: на север – с. Дебово, на изток – с. Новачене, на юг – гр. Славяново и с. Мечка, на запад – с. Бръшляница,

## Климат
Климатът в асеновското землище е умерено континентален с горещи лета и студени зими. Максималните летни температури достигат и надхвърлят +40 °C. Откритостта на релефа откъм север и североизток е причина за често нахлуване през зимата на студени въздушни маси откъм Източна Европа и минималните температури падат под -25 °C до -28 °C.
Валежите имат континентален характер със сравнителни невисока годишна сума от порядъка на 500 л./м2 поради валежната сянка на Карпатите, в която попада асеновското землище. Това е причина за чести летни засушавания по 3 – 4 и повече месеца.
Приземният вятър се проявява като сравнително постоянно течение от запад-северозапад със скорост 4 м./сек. – 6 м./сек, но не са редки и северните ветрове през зимния период, понякога духат и южни ветрове (фьон). При резки смени на въздушните фронтове ветровете стават и бурни без да имат препятствия като гори и високи хребети.

## Природа
Растителността в Асеновското землище е с ярко изразен степен характер. Липсват естествени гори, а наличните са изкуствено създадени акациеви такива. Характеризира се с буен пролетен растеж и от средата на лятото поради засушаването всичко изсъхва. Характерни са пролетен бял раиран минзухар, горска теменуга, жълт и червен гороцвет, млечок, жълт и бял есен минзухар, шафранов минзухар, безсмъртниче (ксерантемум), мащерка, бял равнец и др. Птичият свят е представен от колхидския фазан, гривек, гугутка, лястовици, щъркел, черен и зелен кълвач, папуняк, чухълче, яребица, сова, сврака, щиглец и още много др. Животинският свят е по-беден – полска мишка, лисица, заек, борсук и появилият се напоследък чакал.

## История
Мястото, което заема днешното село Асеново е населявано по времето на Римската империя, за което свидетелстват намираните в земята остатъци от каменни градежи и характерно обработени за онази епоха каменни изделия. Намирани са и други археологически артефакти, като делва с овъглено зърно и медни римски монети в частни имоти и детски каменен саркофаг при прекарване на водопроводната мрежа в началото на седемдесетте години на ХХ век. В землището на селото не са извършвани археологически проучвания. Близо до извора Медна вода, в южния ъгъл на селото, път от римската пътна мрежа идващ от днешния град Никопол е завивал право на юг, изкачвал се е по хълма към днешните градове Славяново и по-нататък Ловеч, североизточно от който се включвал към пътя Виа Траяна идващ от гарнизона на І Италийски легион и VІІІ Августовски легион град Нове (днес Свищов) и водещ към старопланинския Троянски проход и Филипополис (днес Пловдив). Според структурата на римската пътна мрежа и начина и разстоянията за разположение на станциите за почивка и охрана по нея, вероятно на това място е била първата станция от брега на Дунав на юг, ако не и по-голямо колонистко селище на пенсионирани римски легионери.
Други следи от предишен живот има на южния склон на хълм намиращ се западно от реката, над центъра на селото. Там все още личат трапове от вкопани жилища, които според свещ. Исидор Делин, автор на „Асеново за спомен“, са на татари от годините след Кримската война през ХІХ век.
Асеново е основано през пролетта на 1892 г. от 56 семейства банатски българи, етнически българи известни в България още като „баначани“ – преселници от село Винга окръг Арад на историческата област Банат – Румъния. Те са потомци на намерилите спасение в земите на някогашната Хабсбургска монархия (2 века по-късно, през 1867 г., наречена Австро – Унгария) бежанци от разгрома на Чипровското въстание 1688 г. и на католици – павликяни от Северна България емигрирали през 1726 – 1731 г. на север от р. Дунав при чипровчаните заселени през това време във влашкия град Крайова.
Първият кмет на Асеново е Гюра Мескин. Първият общински секретар е местният българин Тачо Стоянов от близкото Ново село, днес несъществуващо.
Името на селото е дадено в чест на българския владетел цар Асен І. Първоначално е Асеньово, а с Указ на Президиума на Народното събрание № 960 от 4 януари 1966 г. е осъвременено като Асеново, както го наричат и жителите му дотогава. Българското правителство отпуска безвъзмездно на заселниците 16 000 дка. земя за застрояване и земеделски площи. Селото е проектирано с прави, широки улици обграждащи правоъгълни парцели от по дванадесет декара, всяка от които първоначално е разделена на четири двора по 3 дка. Къщите от времето на първоначалното застрояване са с глинобитни зидове, с архитектура, специфична за Банат и Унгария – тесни и дълги по посока навътре към двора, а покривът е двускатен, стръмен, с голяма височина по надлъжната ос, което е позволявало таванът да се използва като склад за зърно и разни продукти и вещи. При преброяването от 1 януари 1893 г. в Асеново са регистрирани 98 постройки, при следващото преброяване от 31 декември 1900 г. постройките са 193, от 31 декември 1934 г. са преброени 283 постройки.
През 1919 – 1924 г., на част от незаетите от банатските българи места в Асеново, се заселват местни българи, източно православни християни от ловешките села Александрово и Деветаки. В „Нашите павликяни“ Любомир Милетич доказва, че с. Деветаки някога е било „католишко“ т.е. павликянско село. По-ново доказателство за павликянското присъствие в района, според доц. Едуард Селян, е родът Джурови от близкото с. Врабево, в който има предание за арменска т.е. павликянска връзка. От този район се преселват и павликяните в селата Долно Лъжене (Малчика) и Петокладенци няколко века по-рано. На север от Стара планина павликяните се заселват през 1086 г. след голямото им въстание в Пловдивско срещу византийската власт. В по-късни времена части от тях периодично преминават през Троянския проход на юг и на север, по долината на река Осъм до брега на Дунав, като по маршрута основават селища, няколко от които в Предбалкана между Ловеч и Севлиево. Логично е да се предположи, че далечните прадеди на източно православните асеновчани най-малкото са познавали и са контактували с павликяните от близките села на родния си край.
Първата и за сега единствена история на селото „Асеново за спомен“ е написана и издадена като подарък за съселяните му от асеновчанина отец Исидор (светско име Антон) Антонов Делин през 1938 г. по случай юбилейните 250 години от Чипровското въстание, 200 г. от заселването в Банат и 50 години от завръщането в България.

## Население
| 1893 | 1900 | 1910 | 1920 | 1926 | 1934 | 1946 | 1956 | 1965 | 1975 | 1985 | 1992 | 2001 | 2011 | 2021 |
| 656  | 742  | 765  | 938  | 1182 | 1193 | 1303 | 1076 | 944  | 764  | 531  | 497  | 445  | 290  | 204  |

Етническо преброяване на населението от 1 февруари 2011
Общо: 290 жители; В т.ч: българи: 282 жители; неотговорили: 7 жители;
В неголямото Асеново, освен банатските и местните българи, се заселват представители на още три народности, повечето привлечени от политиката на привилегии за заселниците на пустеещите земи на Княжеството в годините след Освобождението 1878 г.: дунавски шваби от Банат (примерно фамилията Лайгеп от Периамош, преминала преди това през Бърдарски геран); унгарци политически емигранти след революцията в Унгария през 1918 г.; яневци, които асеновчани наричат „албанците“, а хърватите ги смятат за свои сънародници. Те имат едно обединяващо общо помежду си и с банатските българи, дошли от Винга – римокатолическото вероизповедание.
Най-много от тези нови българи, които живеят в Асеново в началото на ХХІ век, са от немските семейства – 6, следват яневските и унгарските. Всички те са с българско самосъзнание, а младите им мъже служат в българската войска и воюват за България във войните на ХХ век, както Стефан Каук и Йозо Садай срещу хитлеристка Германия.
| Население всичко | Икономически активни | Икономически активни | Икономически активни | Икономически неактивни |
| Население всичко | Общо                 | Заети                | Безработни           | Икономически неактивни |
| 279              | 80                   | 60                   | 20                   | 199                    |

| Общо | Възрастови групи (в навършени години) | Възрастови групи (в навършени години) | Възрастови групи (в навършени години) | Възрастови групи (в навършени години) | Възрастови групи (в навършени години) | Възрастови групи (в навършени години) | Възрастови групи (в навършени години) | Възрастови групи (в навършени години) | Възрастови групи (в навършени години) | Възрастови групи (в навършени години) | Възрастови групи (в навършени години) | Възрастови групи (в навършени години) | Възрастови групи (в навършени години) | Възрастови групи (в навършени години) | Възрастови групи (в навършени години) | Възрастови групи (в навършени години) | Възрастови групи (в навършени години) | Възрастови групи (в навършени години) |
| Общо | 0 – 4                                 | 5 – 9                                 | 10 – 14                               | 15 – 19                               | 20 – 24                               | 25 – 29                               | 30 – 34                               | 35 – 39                               | 40 – 44                               | 45 – 49                               | 50 – 54                               | 55 – 59                               | 60 – 64                               | 65 – 69                               | 70 – 74                               | 75 – 79                               | 80 – 84                               | 85+                                   |
| 204  | 4                                     | 7                                     | 10                                    | 1                                     | 3                                     | 2                                     | 11                                    | 7                                     | 10                                    | 6                                     | 11                                    | 20                                    | 21                                    | 18                                    | 29                                    | 18                                    | 18                                    | 8                                     |

## Поминък
Основният поминък на жителите на Асеново е земеделието и по-специално отглеждането на хлебни и фуражни зърнени култури.
Със заселването си всяко домакинство получава освен дворното място, още и 52 1/2 дка. ниви (за семейства с повече от две деца – 70 дка.) и парцел от 3 дка. за лозе. Това е значително по-малко от обещаните преди това 150 дка. за заселване в безводен район до гр. Д. Митрополия (поселището Дълбок геран), но достатъчно за прилично съществуване на първо време. Пренесените от Банат напредничави за времето си земеделски технологии, железните австрийски плугове и прилаганата конска тяга при обработването на земята, дават възможност за получаване на по-високи и по-сигурни от обичайните за района добиви и съответно по-добър стандарт на живот. През първата половина на новия век у някои замогнали се стопани се появяват конски редосеялки, конски жътварки, ръчни веялки за зърно и два трактора: „Фордзон“ и „Ланц – Булдог“. В резултат на агрономически и икономически умения и пресметливи бракове, още при второто поколение асеновчани се наблюдава сериозно имотно разслоение, което по политически причини няма време да стигне до крайности.
В годините на частното земеделие домакинствата имат доста затворен натурален характер, освен полското зърнопроизводство за собствена консумация и излишъците за пазара, всяко от тях отглежда, грозде, овошки и зеленчуци, в дворното стопанство – по няколко коня като теглителна сила за селскостопанските работи и транспорт, едно – две прасета, крава, по няколко овце, няколко десетки кокошки и прочутите банашки гъски за месо и за гъши пух. В сеитбооборота често са включвани слънчоглед, рапица и захарно цвекло с пазарно предназначение, и като правило, неголеми площи бостан и захарна метла за производство на маджун за свое потребление.
За по-добро търговско обслужване на селото е учредена всестранна кооперация, която в края на 40-те години достига връх на икономическите си показатели и услуги на населението по изкупуване на животински продукти, преработката на мляко в собствената мандра, доставка на стоки за потребление и за нуждите на земеделието.
В началото на 50-те години на 20 век е учредено ТКЗС, което бързо се масовизира, обработваемата земя е уедрена, постепенно се внедрява мощна и всестранна механизация на обработките, засяват се нови, високодобивни сортове зърнени култури, разширява се използването на минерални торове и растително – защитни препарати. Добивите нарастват неколкократно, а нуждата от работна ръка намалява реципрочно. Лозовите, овощните, зеленчуковите култури и животновъдните ферми, където развитието е все още екстензивно, не могат да поемат повечето от освободената от зърнопроизводството работна ръка, хората търсят работа в градовете и се преселват там. Недостигът на надежден и ефективен поминък в самото село и невъзможността за ежедневни пътувания до учрежденията и предприятията в градовете за около три десетилетия принуждава по-голямата част от работоспособното население да напусне селото. Изселването се потвърждава от данните за преброяванията на населението показани в таблицата от раздела „Население“ на тази статия. За 65 години жителите на селото са намалели от максималния брой 1303 на 290, а след още 4 години, през 2015 г., на 232 (от ГРАО). Намалението в абсолютна стойност е 1071 жители, а относително е с 82,2%. При преброяването от НСИ през 2011 г. са описани 80 жители в активна икономическа възраст, от които 20 са безработни.
След връщането на земята на собствениците ѝ през 90-те години на миналия век, някои тях я продават; към ноември 2016 г. 13 158 дка. от асеновското землище се обработват под наем от земеделската кооперация, която развива успешна стопанска дейност и е най-големият работодател в селото с персонал 20 души, по сведения от канцеларията на кооперацията. Ръководството на земеделската кооперация, което е от местни хора, не допуска необработени и пустеещи участъци от наетата земя и отделя значителна част от приходите за капиталовложения в нови машини и съоръжения свързани със зърнопроизводството.

## Образование
Образованието е главен приоритет на банатските българи наред с вярата, но докато последната в по-ново време губи част от влиянието си, стремежът към науките става все по-актуален и от средите на асеновчани излизат все повече и на по-горни нива високообразовани хора. Още преди средата на ХХ век свещ. Исидор Делин споделя пред земляците си в Асеново символичния съвет, да не допускат училищната сграда да е по-малка от черквата. На двете институции са отредени най-личните парцели по 12 дка. в центъра на селото, с лице към големия площад – „пазарището“.
От Банат всички възрастни асеновчани пристигат грамотни, продължение на образователната традиция от Чипровско, където още през 1624 г. има училище със светско начално образование и следващо ниво т.нар. „Семинариум“, като най-успешните от него продължават учението си в Италия.
Освен грамотността по майчиния си банатски български език, възрастните хора дошли от Банат ползват маджарски, а някои и румънски език.
Учебните занятия на асеновските деца отначало се водят в дома на Илия Карабенчов (1827 – 1917), който е и учител, срещу възнаграждение заплащано от родителите. Преподава четене и писане по банатската българска книжовна норма с латиница и смятане. През 1896 г. училището има вече своя сграда, а от 1897 г. назначеният от Министерството на просветата учител Иван Горанов започва да преподава Кирилицата. През 1926 г. е построена нова училищна сграда с четири просторни и светли класни стаи и голям коридор – салон между тях. Училището получава името „Цар Фердинанд“. Учениците в началните отделения достигат 30 и повече във всяко едно. Завършилите ІV отделение могат да продължат прогимназиалните І, ІІ и ІІІ клас в съседните села Новачене и Славяново. Това е сериозно препятствие за по-бедните и за момичетата и мнозина спират образованието си дотук. С набирането на достатъчно желаещи в селото е открит І прогимназиален клас, от 1936 г. – ІІ, а по-късно – и ІІІ клас. Младите хора, които имат възможности и желание, продължават в средните училища на Никопол, Свищов и Плевен и до средата на ХХ век броят им непрекъснато расте.
В началото на ХХ век шест момчета родени малко преди заселването и след него, са изпратени в Западна Европа на разноски на Католическата църква и след 12 – 15 години учение са ръкоположени за свещеници. Проф. Светлозар Елдъров констатира в своето изследване за католиците в България, че духовниците излезли от Асеново са повече отколкото духовниците излезли от всички останали села на банатските българи взети заедно. Асеновчани пренасят в новата си държава винганското преклонение пред науките и духовността и водещата си роля в тези области на живота. Още няколко, изучили се както шестимата, избират други житейски пътища. Това са първите асеновчани с висше образование и владеещи литературно по два-три западни езика. Вишистите от второто поколение родено в България завършват различни специалности в Родината си, тези от третото поколение вече са десетки, а от всичките трима стават доктори на науките, шестима са преподавателите във висши учебни заведения: един главен асистент, трима доценти и двама професори.
Поради миграцията на повечето млади семейства към градовете и намаляване раждаемостта на останалите в селото, след 50-те години учениците ежегодно намаляват. По данни на НСИ от преброяването през 2011 г. децата в Асеново, които са в училищна възраст са както следва: от 5 до 9 години – 2; от 10 до 14 години – 3; от 15 до 19 години – 4; за период от 10 години броят на децата навлизащи всяка година в училищна възраст е намалял над два пъти. За да се използва училищната сграда, значително разширена през 60-те години, в нея е настанен и интернат за деца лишени от родителски грижи от други населени места, впоследствие закрит, при което училището също е закрито, а все по-малкото асеновски ученици пътуват ежедневно до училища в други населени места.

## Религия
Населението на Асеново е християнско, повечето от римо-католическо вероизповедание.
В първите две години след заселването си, асеновчани са обслужвани религиозно в черквата на най-близкото католическо-павликянско село Трънчовица или от преминаващи през селото свещенослужители в къщата на кмета Гюра Мескин. Първият свещеник изпратен в Асеново през 1894 г. е белгиецът отец Павел Корселис, а същата година Гюра Мескин със собствени средства построява за селото малък параклис. Следващата година е взето решение за построяване на черква и тя бързо е издигната по глинобитната технология с размери 12 х 6 m в план и височина на стените 6 m. През 1907 г. е положен основният камък на нова черква – „Света Троица“, която съществува и днес, а старата черква е преустроена в енорийски дом. Всичко е извършено с много доброволен труд и дарения от населението, а изографисването на новата черква е направено през 1924 г. от Йосиф Киш – художник от гр. Плевен.
Освен изпълняваните чисто религиозните дейности, свързаните с тях строителство на черкви, дом за свещениците, обзавеждането им и стопанско управление на черковните земеделски имоти, свещениците в Асеново и помощниците им монаси и монахини се включват в обществения живот и в други области. Младият италианец отец Яков Пеше създава през 1937 – 1938 г. голям хор от деца и девойки и духов оркестър с 14 инструмента, които съществено обогатяват културния живот на селото. Монахините помагат в медицинското обслужване на населението и с разнообразни други консултации за семейството и домакинството. През 1952 г. асеновският свещеник Йероним Луков Серафимов, родом от с. Ореш, е осъден на 12 г. затвор в един от серията процеси срещу католическото духовенство. Замества го свещ. Исидор Антонов Делин, преселил се с винганския си род в Асеново, и служи в селото до края на живота си през 1955 г.
Източноправославните асеновчани нямат свой храм и свещеник, а само малка камбанария на южната граница на парка.

## Политически живот
„И от 1892 г. Асеново, вред с всички български села, се хвърля в политическия живот на България и преживява техните борби и стремления“ пише свещ. Исидор Делин в „Асеново за спомен“. Но асеновските политически страсти не достигат измеренията и не водят до тежки изстъпления, каквито има в други български селища. И преди и след политическите промени през 1944 г. е налице определена толерантност и при най-сериозните местни политически противостояния. Едно от обясненията е неголямото социално разслоение; след заселването в България всички тръгват от равен имотен старт и само след две поколения, през което време не настъпват прекалени и масови имотни различия, колективизацията отново ги уравнява социално. Друго обяснение е силното чувство на асеновчани за единение чрез произхода им от Банат и католицизма, отличаващи ги от останалите българи и надделяващи донякъде над политическите им пристрастия.
В първите години след заселването на Асеново всеки кмет е представител на управляващата партия: Гюра Мескин – на Стамболовата, Гюра Шипка – на Радославовата, Франц Русинов – на Демократическата, Франц Хаджиев – на БЗНС. Ролята на клубове на политическите съмишленици се изпълнява от селските кръчми.
Първата създадена политическа организация съвсем естествено е на сдружените земеделци, БЗНС, през 1920 г. В ранните си години Асеновската дружба участва в мероприятия в Търново, в София, в отпора на деветоюнския сговористки преврат 1923 г., когато зле въоръжен асеновски отряд се включва в несполучливия опит да бъдат прогонени превратаджиите от Плевен.
След преврата в селото е учредена организация на новата партия Демократически сговор, която приема в редиците си и местните активисти на БЗНС, за да ги предпази от преследване.
Леви идеи се изявяват организирано в Асеново от 1939 г., когато асеновски гимназисти основават нелегална организация на Работническия младежки съюз. Легалните им прояви са чрез популярните сред младежите в селото Въздържателно и Есперантско дружество и най-много чрез Младежката кооперативна група. До крайни действия срещу властта ремсистите не стигат.
В селото, до забраната им, има и значително по-малобройни младежки групи на крайно десните Съюз на българските национални легиони и Бранник.
На 9 септември 1944 г. левите младежи завземат общината и обявяват власт на Отечествения фронт с кмет Михаил Шипков. Следват няколко години на борби със силната местна земеделска опозиция от партията на Никола Петков, която дори спечелва изборна победа, обявена за невалидна от активистите на Българската работническата партия (комунисти). След прибирането на обработваемата им земя в ТКЗС опозиционерите окончателно губят силата си и отпадат като политически фактор. Новата организация на БЗНС сътрудничи на организацията на Българската комунистическа партия.
През 90-те години се появяват организации на СДС, БЗНС „Никола Петков“.

## Забележителности и културен живот
Паметник на св. Троица, подарен на селото от 33-ма асеновчани – гурбетчии в Северна Америка в началото на ХХ век и черквата „Света Троица“ с две островърхи камбанарии заемат централно място в селото и умишлено наподобяват с архитектурата си паметника и храма във Винга, напусната при изселването от Банат.
Паметна плоча в чест на четирима асеновчани загинали във войната срещу хитлеристка Германия е поставена на фасадата на сградата на Кметството и Читалището
Малък парк, добре поддържан, с многогодишни дървета, цветни лехи и детска площадка, е оформен край сградата на Кметството и Читалището.
Културната дейност е съсредоточена в Народно читалище „Петър Парчевич“ основано през 1927 г. и имащо от 1974 г. нова сграда: библиотека с читалня, голям салон със сцена, малък салон и към салоните – две фоайета удобни за различни екпозиции.
Етнографска експозиция е подредена във фоайето на големия салон.
Банатски фолклорен състав към Читалището представя автентични асеновски песни, танци и възстановки на народни обичаи. На V и VI Национален събор на народното творчество в Копривщица съставът е отличен с 18 златни медала, получава признанието на журито и любовта на многолюдната публика.

## Редовни събития
- През втората неделя на месец август е празникът на селото, на който се събират асеновските родове. Отслужва се тържествена литургия с участието на Никополския епископ, изнасят се концерти от местни и гостуващи самодейци, състоят се народни веселби.
- От 2011 г. на празника на селото се провежда и фестивалът „Банатски вкусотии – традициите на моето село“, прераснал в регионален – общински и с участие на банатски българи от съседните области и други представители: от Чипровци, от страната, от чужбина.

## Кухня
Автентичната асеновска кухня, на която е посветен фестивалът „Банатски вкусотии – традициите на моето село“, е типичен представител на западнобалканските кухни, най-близка до банатската и унгарската. Основно са застъпени брашнените каши и сосове, тестените храни: варени, пържени и печени; с повсеместно използване на свинска мас, и дълготрайни сушено-пушени меса и месни изделия, всичко изброено – с добре изразено овкусяване. Особено качество на опушените със слама и царевичак месни продукти е изключително голямата им трайност, позволяваща без ползване на хладилник да се запазват годни за консумация от Коледа до „кукуруз“ (септември – октомври).

## Галерия
- Животът в Асеново
- Сградата на Кметството и Читалище „Петър Парчевич“
- Паметникът „Св. Троица“
- Панорамен изглед на Асеново от североизток
- Черковна служба („миса“)
- Многобройни първолаци
- Девойки от прогимназиален клас 1937 г.
- Асеновска сватба – възстановка
- Асеновски момци 1940 г.
- Асеновски танц „Глория“
- Черковният хор със свещ. Стефан Брагилия и свещ. Яков Пеше – основател и ръководител на хора 1937 – 1938 г.
- Духовата музика на сватба 1958 г.
- Театрални самодейци 1938 г.
- На национален събор на народното творчество в Копривщица
- Фестивал „Банатските вкусотии“, комисията оценява ястията

## Личности
- Мартин Мартинов – Черник (1844 – 1910) – инициатор, организатор и предводител на завръщането на банатските българи от Винга в България, вторият кмет на Асеново.
- Гюра Мескин – инициатор и организатор на заселването в Асеново, първият кмет на Асеново, дарил първия християнски храм – параклис на селото.
- Илия Карабенчов (1827 – 1917) – първият учител в Асеново.
- Свещ. Исидор (Антон) Антонов Делин (1888 – 1955) – енорийски свещеник в селата Белене, Ореш, Драгомирово, Бърдарски геран, Асеново и в град Русе, главен викарий на Никополския епископ.
- Лайош Йозов Садай (1897 – 1985) – известен в региона народен лечител, самоук ортопед и ветеринар, както е описано в „Родовата памет на банатските българи“ част ІІІ.
- Полк. Михаил Стефанов Шипков (1919 – 1996) – армейски офицер, основател на първото Дружество на банатските българи в България, член на Българското историческо дружество.
- Антон Антонов Бунев (1919 – 2008) – на ръководен пост в Държавния комитет по планиране, с голям принос за административното и финансово осигуряване строителството на обществените сгради в Асеново през втората половина на ХХ век.
- К-н І ранг доц. д-р Георги Антонов Петров (1928 – 2008 г.) – военноморски офицер, преподавател във ВВМУ „Н. Й. Вапцаров“, директор на Военноморския музей-Варна.
- Доц. д-р Александър Георгиев Нейков (1942) – преподавател по обществени науки във Великотърновски Университет „Св. св. Кирил и Методий“.
- Проф. Кирил Петров Мескин (1943) – скулптор, преподавател във Великотърновски Университет „Св. св. Кирил и Методий“, директор на художествената галерия „Светлин Русев“ в Плевен.
- Доц. Георги Бонев Доброславов (1943) – художник, преподавател в Национална художествена Академия.
- Полк. инж. гл. асистент Симеон Николов Русинов (1945) – военен пилот – инструктор, преподавател във ВНВУ „Георги Бенковски“.
- Проф. д-р Иван Петров Топузов (1947) – медик, преподавател в Югозападен Университет „Неофит Рилски“-Благоевград и Медицински Университет – Плевен
- Мария Антонова Иванова (1950) – секретар на читалище „Петър Парчевич“ от 1969 г., организатор на културния живот, създател на големите културни проекти, носител на национална награда за 2015 г. „Пазител на традициите“.
- полк. инж. Александър Антонов Лавров (1945) – главен инженер на завод от системата на МО, краевед, автор на пространни статии за предисторията, миналото и настоящето на банатските българи